# Vaulx (Alta Saboia)
Vaulx é uma comuna francesa na região administrativa de Auvérnia-Ródano-Alpes, no departamento da Alta Saboia. Estende-se por uma área de 11.19 km². Em 2010 a comuna tinha 1 030 habitantes (densidade: 92 hab./km²).